# Yvonne Schäfer

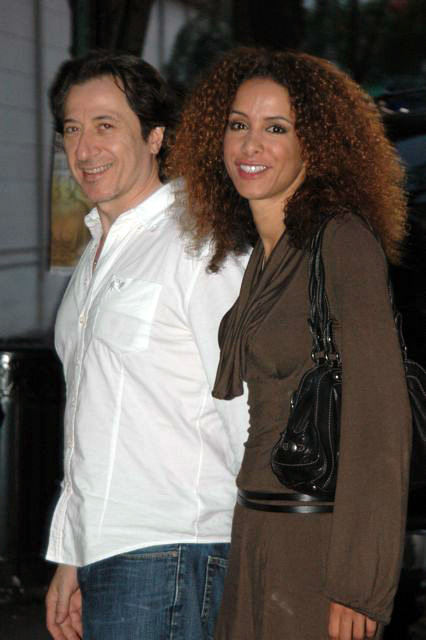
Yvonne Schäfer mit Federico Castelluccio (2005)

Yvonne Maria Schäfer (* 28. September 1975 in Frankfurt am Main) ist eine deutsche Schauspielerin, Filmproduzentin und ehemaliges Model.

## Leben
Yvonne Schäfer arbeitete als Model mit Agenturen in Europa, Asien und Südafrika für Top-Designer und Sporthersteller; unter anderem für Ferrari, Gucci, Nike, Wolford, Triumph. In den 1990er Jahren studierte sie Psychologie an der Johann-Wolfgang-Goethe-Universität Frankfurt am Main. Zeitgleich griff Schäfer ihre Arbeit als Schauspielerin wieder auf. Schäfer war in Filmen, TV-Serien und Bühnenproduktionen zu sehen. Über Yvonne Maria Schäfer wurde in Presse- und Fernsehmagazinen, wie zum Beispiel, New York Post, Hello, Maxim, Bunte, Bild, Daily News, Explosiv – Das Magazin und ZDF Hallo Deutschland berichtet.
Zeitweise lebte sie auf Mallorca und in Málaga, dort lernte sie Spanisch und wirkte in spanischen Filmproduktion, wie z. B. Trece als weibliche Hauptdarstellerin mit. 2008 zog sie nach New York City und arbeitet dort erfolgreich als Schauspielerin und Produzentin. Schäfer co-produzierte den Film The Child – eine Adaption des gleichnamigen Romans von Sebastian Fitzek – mit ihrer Produktionsfirma YMC Films, die sie 2007 gründete. Außerdem ist Yvonne in der Rolle der Sophie Stern zu sehen, die Ex-Frau des Anwalts Robert Stern, gespielt von Eric Roberts (The Dark Knight). Neben Paul Sorvino (GoodFellas) ist Yvonne Maria Schäfer in dem Film Lily of the Feast zu sehen. Mit YMC Films produzierte sie außer APT5K mit Mel Gorham (Cop Land) in der Hauptrolle, Keep Your Enemies Closer ein Action-Thriller mit Bill Sadler (The Greene Mile), Federico Castelluccio (Made) and Manny Perez (La Soga, Law & Order).
2008 lernte Yvonne Schäfer den Schauspieler und Maler Federico Castelluccio kennen. Das Paar lebt in New York City.

## Filmografie (Auswahl)

### Filme
- 2002: 666 – Traue keinem, mit dem du schläfst!
- 2004: Hai-Alarm auf Mallorca
- 2006: Auf den Spuren des Hans im Glück
- 2007: Hans im Glück
- 2008: Chaostage – We Are Punks!
- 2009: Forget Me Not
- 2010: Lily of the Feast
- 2011: Keep Your Enemies Closer
- 2012: Das Kind (The Child)

### Fernsehserien
- 2001: S.O.S. Barracuda (Folge: Der Mädchenjäger)
- 2002: S.O.S. Barracuda (Folge: Auftrag: Mord!)
- 2004: Beauty Queen (Folge: Das zweite Gesicht)
- 2004: Alarm für Cobra 11 – Die Autobahnpolizei (Folge: Der Kommissar)
- 2007: Ein Fall für Zwei (Folge: Schmutzige Hände)